# Torre Santo Stefano
Torre Santo Stefano è una torre sita poco più a nord di Otranto. La torre ha dato il nome alla località e alla baia che sorge in quel punto.

## Storia
Edificata a partire dal 1567 dal maestro leccese Paduano Baxi fu parzialmente distrutta durante la seconda guerra mondiale; oggi rimangono in piedi solo due lati contrapposti.

## Descrizione
La costruzione è in blocchi regolari di carparo.
Attualmente è inglobata nel territorio del villaggio turistico occupante la zona intorno alla baia di cui sopra.